# Pere Arquillué i Cortadella
Pere Arquillué i Cortadella (Terrassa, Vallès Occidental, 17 de març 1967) és un actor català de teatre, cinema, televisió i doblatge. Viu a Matadepera i és el pare de l'actriu Emma Arquillué.

## Biografia
Tot i néixer a Terrassa, de jove va anar a viure a Viladecavalls, on va fer teatre amateur. Posteriorment va entrar a l'Institut del Teatre de Barcelona amb un monòleg del Smirnoff de L'os d'Anton Txékhov, cosa que va provocar que la guàrdia civil l'anés a buscar per pròfug. No obstant això, li van permetre cursar els estudis teatrals mentre feia el servei militar.

## Trajectòria professional
Va debutar professionalment al teatre amb l'obra Tàlem, de Sergi Belbel, i a partir d'aquell moment ha participat en diversos muntatges d'aquest i també amb directors com Calixto Bieito, Domènech Reixach, Rafel Duran, Lluís Homar, Georges Lavaudant, Rosa Maria Sardà, Xavier Albertí, Josep Maria Flotats, Ariel García Valdés i Joan Ollé. Des del 2003 ha treballat sota les ordres d'Àlex Rigola en diverses ocasions.
Ha participat en sèries de televisió com Secrets de família, Estació d'enllaç o Jet lag, i des de l'any 2010 interpreta en Claudi Guitart a La Riera. També ha rodat unes quantes pel·lícules i telefilms amb directors com Ventura Pons (El perquè de tot plegat), Cesc Gay (A la ciutat), Fernando León de Aranoa (Princesas), Carlos Saura (Buñuel y la mesa del rey Salomón, Salomé), Sílvia Quer (L'estratègia del cucut) o Eduard Cortés (Mónica, El pallasso i el Führer).

### Teatre[5]
- 1990-1991: Tàlem, escrita i dirigida per Sergi Belbel
- 1991-1992: El somni d'una nit d'estiu, de William Shakespeare, dirigit per Calixto Bieito
- 1992: Lo desengany, de Francesc Fontanella, dirigit per Domènech Reixach
- 1992-1993: La filla del mar, d'Àngel Guimerà, dirigit per Sergi Belbel
- 1993: El mercat de les delícies, de Ramon Gomis, dirigit per Rafel Duran
- 1993: Poesia al teatre, de Miquel Martí i Pol
- 1994: Colometa la Gitana o el regrés dels confinats i Qui compra maduixes?, d'Emili Vilanova i Narcís Comadira, dirigit per Sergi Belbel
- 1994: Sonets, de William Shakespeare, dirigit per Ramon Madaula
- 1994: Paraula de poeta, de Joan Salvat-Papasseit, dirigit per Calixto Bieito
- 1994-1995: La corona d'espines, de Josep Maria de Sagarra, dirigit per Ariel García Valdés
- 1995: Els bandits, de Friedrich Schiller, dirigit per Lluís Homar
- 1995: Tant x tant Shakespeare, dirigit per Penny Cherns
- 1996: El visitant, d'Eric-Emmanuel Schmitt, dirigit per Rosa Maria Sardà
- 1996: De poble en poble, de Peter Handke, dirigit per Joan Ollé
- 1996-1997: Angels a Amèrica, de Tony Kushner, dirigit per Josep Maria Flotats
- 1997: Testament, de Josep Maria Benet i Jornet, dirigit per Sergi Belbel (veu)
- 1997: La gavina, d'Anton Txékhov, dirigit per Josep Maria Flotats
- 1998: Morir, de Sergi Belbel, dirigit per Sergi Belbel
- 1998: Así que pasen cinco años, de Federico García Lorca, dirigit per Joan Ollé
- 1998-1999: Galatea, de Josep Maria de Sagarra, dirigit per Ariel García Valdés
- 1999: Els gegants de la muntanya, de Luigi Pirandello, dirigit per Georges Lavaudant
- 1999-2000: Els vells temps, de Harold Pinter, dirigit per Carme Portaceli
- 2000: Olors, de Josep Maria Benet i Jornet, dirigit per Mario Gas
- 2002: Orgia, de Pier Paolo Pasolini, dirigit per Xavier Albertí
- 2002: Lo cor de l'home és una mar, de Jacint Verdaguer, dirigit per Teresa Vilardell
- 2002: Fedra, de Jean Racine, dirigit per Joan Ollé
- 2002-2004: Juli Cèsar, de William Shakespeare, dirigit per Àlex Rigola
- 2003: L'habitació del nen, de Josep Maria Benet i Jornet, dirigit per Sergi Belbel
- 2004-2006: Santa Joana dels escorxadors, de Bertolt Brecht, dirigit per Àlex Rigola
- 2005: Marie i Bruce, de Wallace Shawn, dirigit per Carlota Subirós
- 2005-2006: ppp, de Xavier Albertí i Lluïsa Cunillé, dirigit per Xavier Albertí (veu)
- 2005-2007: Ricard 3r, de William Shakespeare, dirigit per Àlex Rigola
- 2005-2007: European House, d'Àlex Rigola, dirigit per Àlex Rigola
- 2006: Arbusht, de Paco Zarzoso, dirigit per Àlex Rigola
- 2006-2007: La nit just abans dels boscos, de Bernard-Marie Koltès, dirigit per Àlex Rigola
- 2006: Otel·lo, de William Shakespeare, dirigit per Carlota Subirós
- 2007-2008: Pere Arquillué diu Ferrater, de Gabriel Ferrater, dirigit per Pere Arquillué
- 2007: El dúo de la africana, de Xavier Albertí i Lluïsa Cunillé, dirigit per Xavier Albertí
- 2007: Conte d'hivern, de William Shakespeare, dirigit per Ferran Madico
- 2007-2008: 2666, de Roberto Bolaño, dirigit per Àlex Rigola (vídeo)
- 2007: Els físics, de Friedrich Dürrenmatt, dirigit per Carles Canut
- 2008: El silenci del mar, de Jean Bruller, dirigit per Miquel Górriz
- 2008: Boris Godunov, de David Plana i Àlex Ollé, dirigit per Àlex Ollé (vídeo)
- 2008: Soterrani, de Josep Maria Benet i Jornet, dirigit per Xavier Albertí
- 2008: Ensam, d'August Strindberg, dirigit per Teresa Vilardell
- 2008: Nocturn a quatre mans, de Ricard Gázquez, dirigit per Ricard Gázquez
- 2008: Doble contra senzill, de Maria Barbal, dirigit per Miquel Górriz (veu)
- 2009: El dúo de la africana, de Xavier Albertí i Lluïsa Cunillé, dirigit per Xavier Albertí
- 2009-2010: Platonov, d'Anton Txékhov, dirigit per Gerardo Vera
- 2009: Alimentamente, d'Helena Gimeno, dirigit per Pau Miró
- 2009: Don Juan Tenorio, de José Zorrilla, dirigit per Carles Canut
- 2010: El cafè, de Carlo Goldoni, dirigit per Joan Ollé
- 2010: 2666, de Roberto Bolaño, dirigit per Àlex Rigola (vídeo)
- 2010-2011: Primer amor, de Samuel Beckett, dirigit per Miquel Górriz i Àlex Ollé
- 2010-2011: Don Juan Tenorio, de José Zorrilla, dirigit per Carles Canut
- 2010: Vida privada, de Josep Maria de Sagarra, dirigit per Xavier Albertí
- 2011: L'arquitecte, de David Greig, dirigit per Julio Manrique
- 2011: Copenhaguen, de Michael Frayn, dirigit per Ramon Simó i Vinyes
- 2011: Pandemònium o la dansa del si mateix, de Màrius Sempere
- 2011-2013: Qui té por de Virginia Woolf?, d'Edward Albee, dirigit per Daniel Veronese
- 2011: La nostra Champions particular, de Cristina Clemente
- 2011: Molly Sweeney, de Brian Friel, dirigit per Miquel Gorriz (veu)
- 2012: Homenatge institucional i popular a Josep Maria de Sagarra, dirigit per Joan Ollé
- 2012-2013: Cyrano de Bergerac, d'Edmond Rostand, dirigit per Oriol Broggi
- 2012: Udol, de Marília Samper, dirigit per Joan Maria Segura
- 2012: Mata'm, de Manel Dueso, dirigit per Manel Dueso
- 2013: 2013 Any Espriu, dirigit per Xavier Albertí
- 2013: Institut del Teatre, 100 anys Petits moments de vida, dirigit per Joan Ollé
- 2013: La casa cremada, d'August Strindberg, dirigit per Lluís Pasqual
- 2013: Primer amor, de Samuel Beckett, dirigit per Miquel Górriz i Àlex Ollé
- 2013: Recordant la Fedra, de Salvador Espriu, dirigit per Lluís Pasqual
- 2013: Invocació, de William Shakespeare, dirigit per Rafel Duran (veu)
- 2013: 10 anys recordant Miquel Martí i Pol, dirigit per Josep Maria Mestres
- 2014: L'enemic del poble, de Henrik Ibsen, dirigit per Miguel del Arco
- 2015: Krum, de Hanoch Levin, dirigit per Carme Portaceli
- 2016: Victòria, escrit i dirigit per Pau Miró
- 2016: El preu, d'Arthur Miller. dirigit per Sílvia Munt.
- 2017: Art de Yasmina Reza, dirigida per Miquel Gorriz,
- 2018: Blasted (Rebentats) de Sarah Kane, dirigida per Alícia Gorina
- 2019: Jerusalem de Jez Butterworth, dirigida per Julio Manrique.

### Cinema
- 1991: Bala perduda (telefilm), de Xavier Berraondo
- 1994: El perquè de tot plegat, de Ventura Pons (segment "Amor")
- 1995: Haz lo que te dé la gana (curtmetratge)
- 1998: Subjúdice, de Josep Maria Forn
- 2001: Buñuel y la mesa del rey Salomón, de Carlos Saura
- 2001: L'estratègia del cucut, de Sílvia Quer
- 2002: X, de Luis Marías
- 2002: Salomé, de Carlos Saura
- 2003: Cara perdida (curtmetratge)
- 2003: Mónica (telefilm), d'Eduard Cortés
- 2003: A la ciutat, de Cesc Gay
- 2003: Las voces de la noche, de Salvador García Ruiz
- 2005: Princesas, de Fernando León de Aranoa
- 2005: Malas temporadas, de Manuel Martín Cuenca
- 2006: Amor en defensa propia, de Rafa Russo
- 2007: El concursazo (telefilm), de Domingo Rodes
- 2007: Trenhotel (telefilm), de Lluís Maria Güell
- 2007: El pallasso i el Führer, d'Eduard Cortés
- 2008: La dona de l'anarquista, de Marie Noelle i Peter Sehr
- 2009: 7 pasos y medio, de Lalo García
- 2010: Que se mueran los feos, de Nacho G. Velilla
- 2010: Salm 51 (curtmetratge)
- 2012: Concepción Arenal, la visitadora de cárceles (telefilm), de Laura Mañá
- 2019: L'enigma Verdaguer (telefilm), de Lluís Maria Güell

### Televisió
- 1994: Arnau
- 1994: La mujer de tu vida 2 (1 episodi)
- 1994: Estació d'enllaç (1 episodi)
- 1995: Secrets de família
- 1997: Cròniques de la veritat oculta (1 episodi)
- 1998-1999: Laura
- 1999: Homenots
- 1999: Sota el signe de... (Taure)
- 2000: Crims (1 episodi)
- 2000: Raquel busca su sitio
- 2001: Jet lag (1 episodi)
- 2006: L'entrevista impossible (Joan de Serrallonga)
- 2006-2007: Mar de fons
- 2008: Zoo
- 2008: Cazadores de hombres
- 2010: Acusados (2 episodis)
- 2010-2016: La Riera
- 2017: Sé quien eres
- 2021: Buga Buga

## Premis
- 1993: Premi a millor actor protagonista, atorgat per l'Associació d'Actors i Directors de Catalunya, per La filla del mar[4]
- 1997: Premi de la Crítica de Barcelona, per Àngels a Amèrica[4]
- 2008: Premi Butaca al millor actor per El silenci del mar[6]
- 2011: Premi Nacional de Teatre, per Primer amor[1]
- 2011: Premi Butaca al millor actor, per Primer amor[7]
- 2011: Premi Ciutat de Barcelona de Teatre[8]
- 2012: Premi Butaca al millor actor, per Cyrano de Bergerac[9]
- 2013: Premi a la seva trajectòria, al Most Festival[10]
- 2013: Premi Jordi Dauder a la Creativitat en el Cinema Català, juntament amb Pere Portabella[11]